# August Bauer
August Bauer (* 14. November 1868 in Düsseldorf; † 9. August 1961 ebenda) war ein deutscher Bildhauer.

## Leben

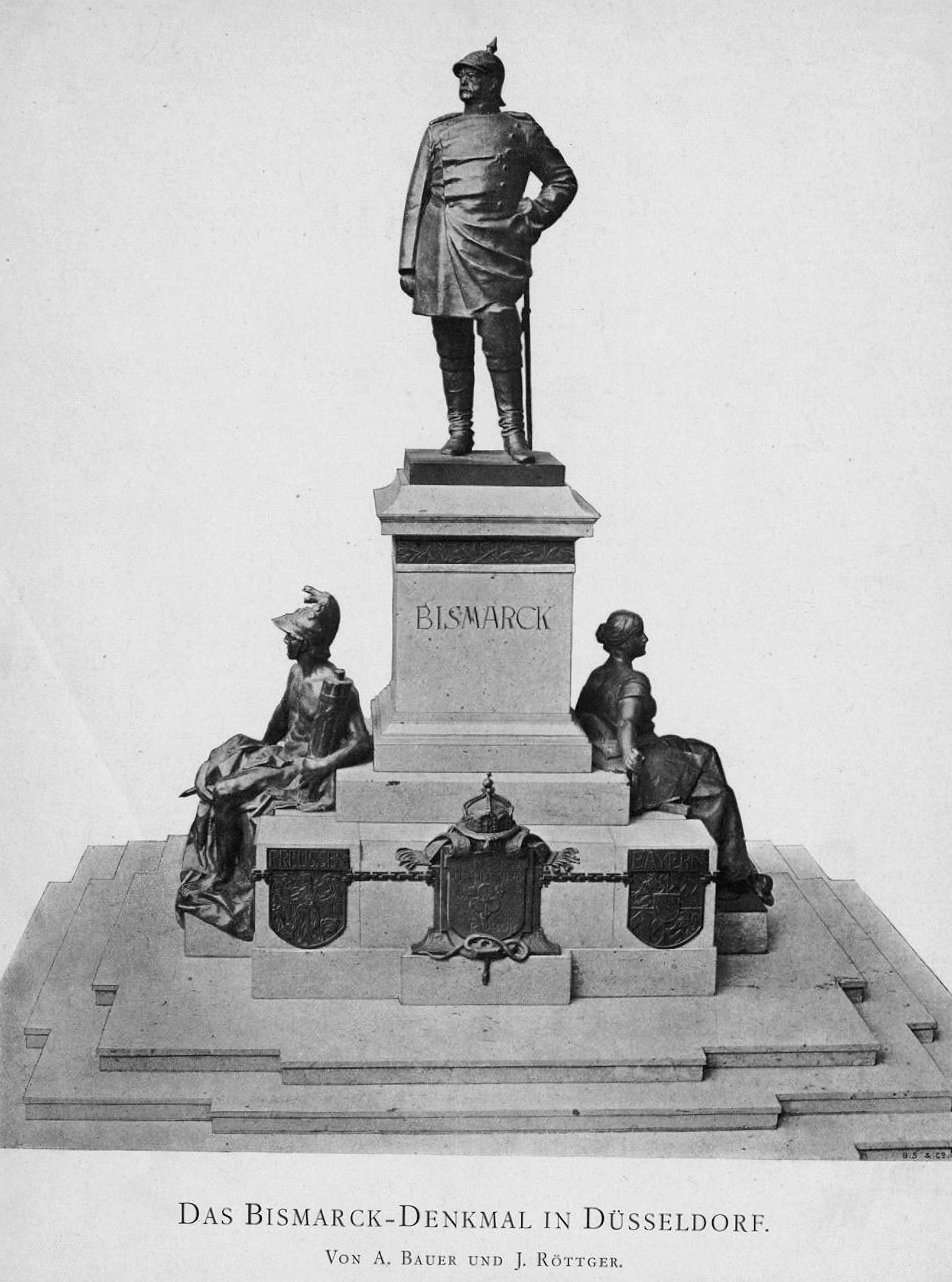
Bismarck-Denkmal in Düsseldorf (1899)

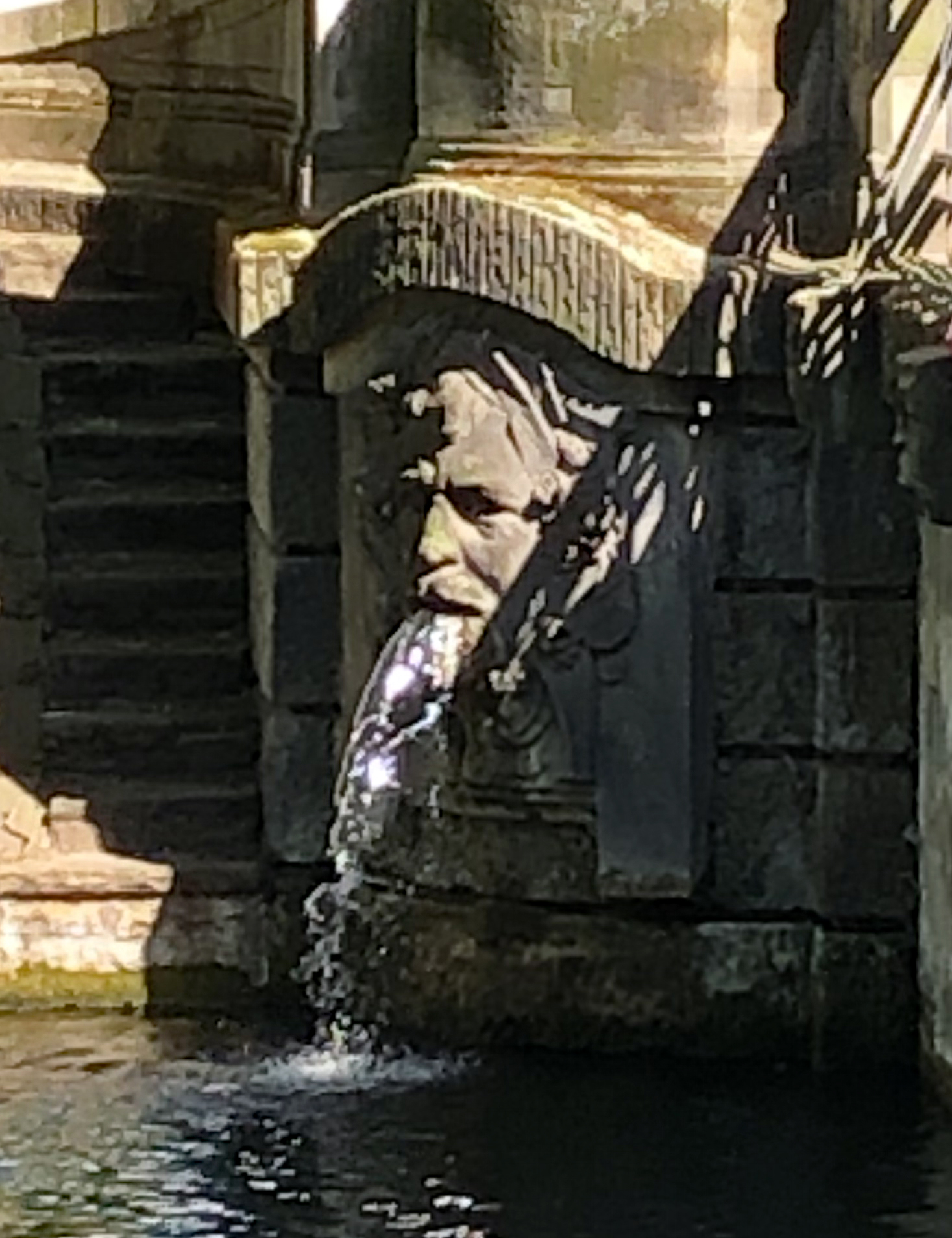
Girardet-Brücke, Wasserspeier an der Girardet-Brücke (2020)

August Bauer, Sohn des Schreinermeisters Peter Bauer (1832–1901) und der Wilhelmine (1833–1910), besuchte nach einer Lehrzeit bei Bildhauer Gustav Rutz ab Ende 1886 die Kunstgewerbeschule Düsseldorf und belegte die Fächer Holzschnitzerei und ornamentales und figurales Modellieren bei Clemens Buscher. Dort erhielt er für seine Leistungen in den Jahren 1887 bis Winter 1888/1889 ein Stipendium aus dem städtischen Fonds. 1889 ging Bauer nach Berlin, trat dort in das Atelier von Otto Lessing ein und besuchte gleichzeitig die Schule des Kunstgewerbemuseums. Ab 1892 folgte ein Studium an der Königlichen Akademie der Künste, dort unter Peter Breuer, Ernst Herter und Gerhard Janensch.
Als 1895 Bismarcks 80. Geburtstag anstand, wurde am 19. März 1895 die „Vereinigung Düsseldorfer Bürger zur Errichtung eines Bismarck-Denkmals in Düsseldorf“ ins Leben gerufen. Man entschied sich, das Bismarck-Denkmal in Sichtweite zum einige Jahre zuvor eingeweihten Kaiser-Wilhelm-Denkmal vor der Kunsthalle an der Alleestraße zu platzieren. Schließlich wurde ein Allgemeines Preisausschreiben durchgeführt. Zum Einsendeschluss der Ausschreibung am 1. Februar 1896 lagen insgesamt 40 Entwürfe von 36 Künstlern vor. Ein erster Preis wurde nicht vergeben, den zweiten, mit 3000 Mark dotierten Preis erhielt der Entwurf von August Bauer und Johannes Röttger aus Berlin unter dem Motto „In patria“ (Für das Vaterland). Allerdings mussten sie den Sockelentwurf überarbeiten, bevor sie mit dem Bau des Monuments beginnen durften. Unter künstlerischer Beobachtung änderten Bauer und Röttger ihre Skizze und konnten am 18. Mai 1897 mit der Arbeit am Bismarck-Denkmal beginnen. Der Bronzeguss fand in der Kunstgießerei Lauchhammer statt. Die Fertigstellung und den Aufbau des Standbildes wurde von der Düsseldorfer Firma „Opderbecke & Neese“ ab dem 4. April 1899 übernommen. Die Einweihungsfeier des Düsseldorfer Bismarckdenkmals fand am 10. Mai 1899 statt.
Zurück in Düsseldorf übernahm Bauer zum Wintersemester 1902/1903 bis zum Sommersemester 1903 kommissarisch die Fachklasse für Bildhauerei an der Kunstgewerbeschule, mietete sich ein Atelier in der Goethestraße 63 und bezog alsbald sein Haus auf der Grafenberger Allee 32/34, in welchem um 1904 die Maler Hugo Zieger und Richard Vogts ihre Malerateliers hatten.
Als Anfang des 20. Jahrhunderts die Girardet-Brücke über dem Stadtgraben an der Königsallee baufällig geworden war, wurde diese 1905/1906 erneuert. August Bauer übernahm die künstlerische Gestaltung an der steinernen Brückenkonstruktion mit unterschiedlichen Wasserspeiern. In einer Maske soll sich der als humorig und lebensfroh beschriebene August Bauer auch selbst mit Schnauzbart ein ewiges Andenken geschaffen haben. Die Pylonen der Brücke stellen „das Feuer“, „das Wasser“, „die Erde“ und „die Luft“ dar.
Um 1906 wurde Bauer mit der Modellierung sämtlicher Fassadenornamente einschließlich der Figuren des Hauptgiebels am Oberlandesgericht Düsseldorf, Cecilienallee 4, beauftragt.
Bis 1935 war August Bauer Eigentümer des Hauses an der Grafenberger Allee 32/34, in welchem er zwei Ateliers an Bildhauer und Räumlichkeiten an Maler vermietete, darunter Josef Körschgen und Gregor von Bochmann. Um 1936 wurde dann Richard Vogt, Direktor der „Eos & Excelsior Deutsche Volks- und Lebensversicherungs-AG“, Eigentümer des Hauses; Bauer hatte noch für ein Jahr sein Atelier im Hinterhaus. Ab 1935 bewohnte August Bauer das Haus der Familie, erbaut von seinem jüngeren Bruder Richard Bauer, Am Wehrhahn 97, welches zwischen der Worringer Straße und der Bahnüberführung lag.
August Bauer war Mitglied im Malkasten und im heutigen Verein zur Förderung der Bildhauerkunst in Nordrhein-Westfalen, von 1904 bis 1912 Schriftführer.
Sein Œuvre umfasst öffentliche Denkmäler, baugebundene Plastiken und eine Vielzahl an Grabmonumenten, aber auch etliche Kleinskulpturen, zumeist aus Bronze.

## Familie

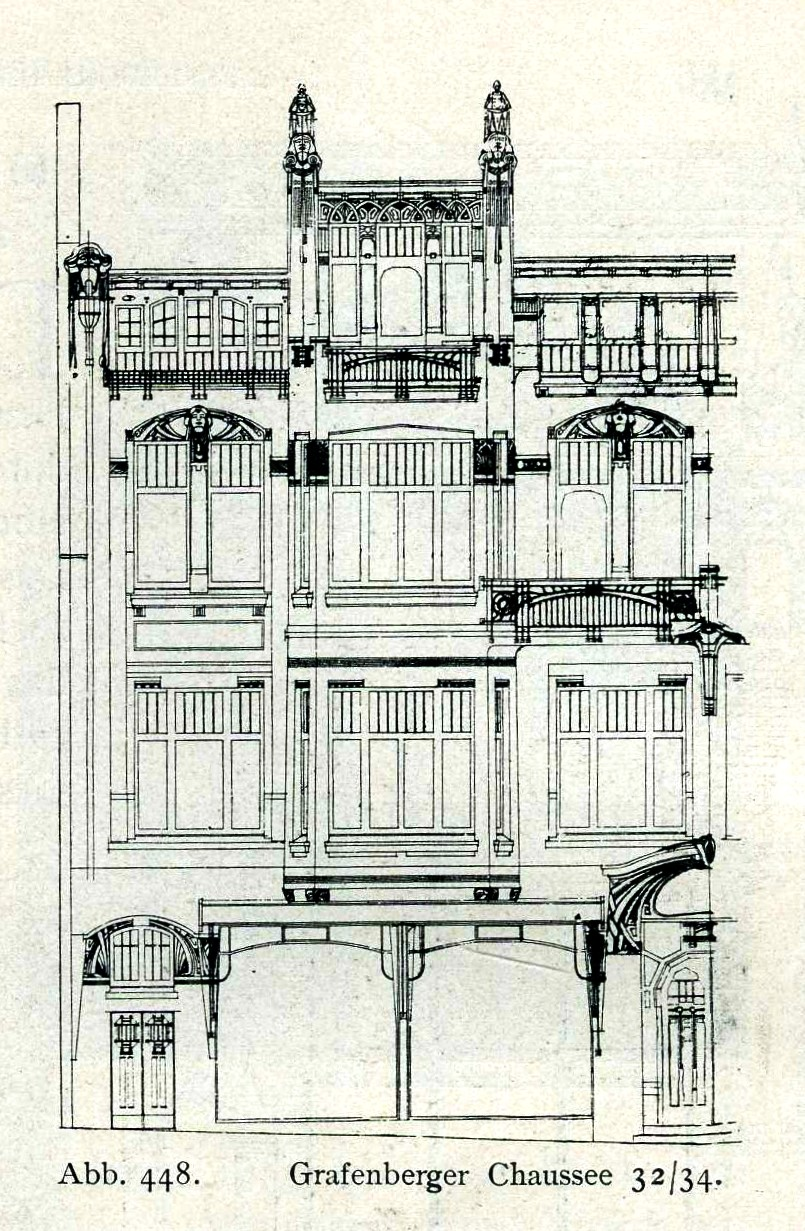
Doppelhaus Grafenberger Chaussee 32 und 34 in Düsseldorf, Architekt Richard Bauer (1875–1935)

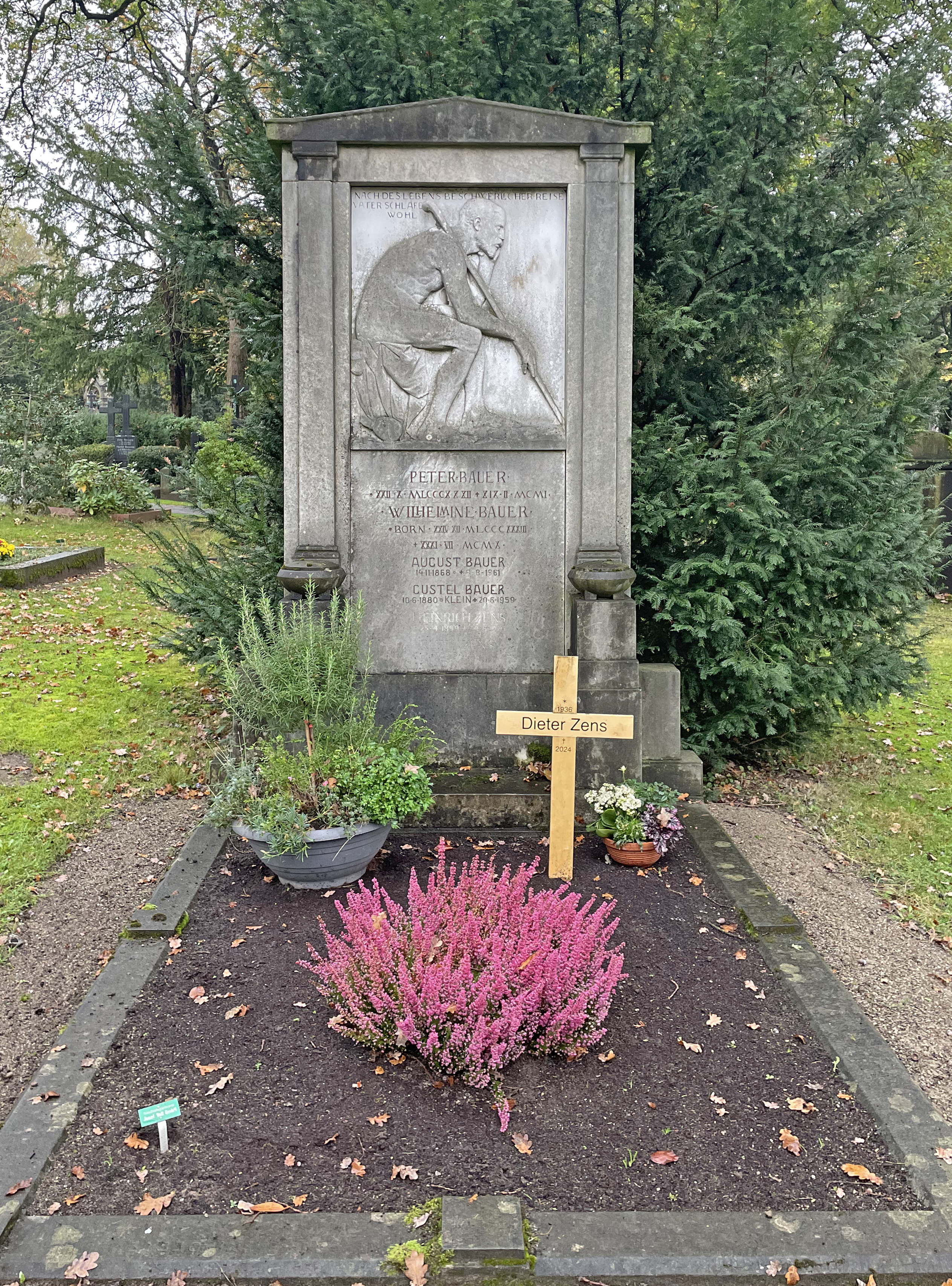
Grabstätte Bauer (2024)

Verheiratet war August Bauer mit Gustel (* 10. Juni 1880; † 20. Juni 1959), Tochter des Industriellen Peter Klein. 1908 wurde die Tochter Ruth geboren. Die Grabstätte der Familie des Bildhauers befindet sich auf dem Nordfriedhof Düsseldorf.

## Werke
- 1897–1899: Bismarck-Denkmal, Düsseldorf[18]
- nach 1903: Grabstätte Zigarettenfabrikant Klingspor, Marmor, Neuer Friedhof, Gießen[19]
- vor 1910: Brunnenfigur aus Bronze im Haus Ahnfeldstraße 15, Düsseldorf (abgegangen)[20]
- 1910: Oberlandesgericht, Giebelrelief mit preußischem Staatswappen, umgelegter Kette des Schwarzen-Adler-Ordens; flankiert von zwei weiblichen Figuren (diese abgegangen), die das Zivil- und Strafrecht darstellen.
- 1910: Kriegerdenkmal 1870/71 in Eschweiler, Gemeinschaftsarbeit mit Regierungsbaumeister Kurt Gabriel, enthüllt am 4. Oktober 1910
- 1914: Grabstätte Familie Hettlage Düsseldorf, Nordfriedhof Düsseldorf
- 1925: Grabstätte Poetter mit einer sitzenden nackten Frauengestalt
- 1929: Büste Paul von Hindenburg, Bronze
- 1958: Bronzerelief an der Grabstätte der Familie Rosdeck, Nordfriedhof Düsseldorf
- Statuette des Industriellen Peter Klein, Bronze[21]
- Engelsfigur, Marmor, auf dem Erbbegräbnis Bolze (A Ost), Friedhof Wilmersdorf